# Szepty zmarłych
Szepty zmarłych (ang. Whispers of the Dead) – powieść z gatunku thrillerów medycznych, której autorem jest Simon Beckett, wydana w 2009 roku przez wydawnictwo Amber. Jest to trzecia część przygód doktora Davida Huntera.

## Fabuła
W rok po wydarzeniach opisanych w drugiej części, David Hunter przebywa na stypendium naukowym w Stanach Zjednoczonych na Trupiej Farmie w Knoxville, na zaproszenie swojego mentora, Toma Liebermana. Wspólnie z nim i z agentem specjalnym Tennessee Bureau of Investigation, Danem Gardnerem rozwiązuje zagadkę zabójstwa Terry’ego Loomisa, znalezionego w górskiej chacie. Wkrótce pojawiają się kolejne ofiary.